# كارلوس كاستيلو (لاعب كرة قاعدة)
كارلوس كاستيلو (بالإنجليزية: Carlos Castillo) هو لاعب كرة قاعدة أمريكي، ولد في 21 أبريل 1975 في بوسطن في الولايات المتحدة.

## وصلات خارجية
- كارلوس كاستيلو على موقع دوري كرة القاعدة الرئيسي (الإنجليزية)
- كارلوس كاستيلو على موقعبيزبول رفرنس.كوم (الدوري الرئيسي) (الإنجليزية)
- كارلوس كاستيلو على موقعبيزبول رفرنس.كوم (الدوري الثانوي) (الإنجليزية)
- كارلوس كاستيلو على موقع مشجعي الرسوم البيانية (الإنجليزية)